# 하상욱
하상욱(河相旭, 1981년 3월 21일~)은 대한민국의 작가, 시인, 싱어송라이터이다. 2012년 발행한 시집 《서울 시》는 베스트셀러에 등극했다.

## 작품
- 《서울 시 1》, 《서울 시 2》(중앙북스, 2013년 2월 10일, 2013년 9월 10일)
- 《시 읽는 밤: 시 밤 (겨울 에디션)》(예담, 2015년 9월 18일)
- 《시로》(위즈덤하우스, 2018년 12월 17일)
- 《튜브, 힘낼지 말지는 내가 결정해》(아르테, 2019년 7월 31일)

## 음반

### 디지털 싱글
- 〈회사는 가야지!〉(2014년)
- 〈축의금〉(2014년)
- 〈좋은 생각이 났어, 니 생각〉(with 옥상달빛, 2016년)
- 〈다 정한 이별〉(2018년)

## 출연

### 텔레비전
- SBS 모비딕 아침연속극 《시(詩)스토리》(2017년) - 원작/다수출연
- TVN  《어쩌다 어른》(2017년)
- MBC 《인스타워즈》(2016년)
- MBC 《무한도전》 - 못친소 페스티벌 2(2016년)